# Kilian Keller (Eishockeyspieler)
Kilian Keller (* 13. Mai 1993 in Füssen) ist ein deutscher Eishockeyspieler, der zuletzt bei den Ravensburg Towerstars in der DEL2 unter Vertrag stand.

## Karriere
Kilian Keller begann seine Karriere als Eishockeyspieler in seiner Heimatstadt in der Nachwuchsabteilung des EV Füssen, für dessen Seniorenmannschaft er in der Saison 2009/10 sein Debüt in der drittklassigen Eishockey-Oberliga gab. In den folgenden beiden Jahren kam der Verteidiger regelmäßig für den EV Füssen in der Oberliga zum Einsatz, während er parallel für deren Nachwuchsmannschaft in der Deutschen Nachwuchsliga auflief. 
Zur Saison 2012/13 wurde Keller von den Grizzly Adams Wolfsburg aus der Deutschen Eishockey Liga verpflichtet, für deren Profimannschaft er auf Anhieb regelmäßig in der DEL spielte. Zudem kam er parallel als Leihspieler weiter für den EV Füssen in der Oberliga zum Einsatz. 
Ab 2015 stand Keller bei den Ravensburg Towerstars in der DEL2 unter Vertrag. Aufgrund einer Knieverletzung verpasste er die komplette Saison 2021/22 und erhielt anschließend keinen neuen Vertrag.

### International
Für Deutschland nahm Keller an der U18-Junioren-Weltmeisterschaft 2011, der U20-Junioren-Weltmeisterschaft der Division IA 2012 sowie der U20-Junioren-Weltmeisterschaft der Top-Division 2013 teil.

## Erfolge und Auszeichnungen
- 2012 Aufstieg in die Top-Division bei der U20-Junioren-Weltmeisterschaft der Division IA